# Cantó de Tourcoing-Nord

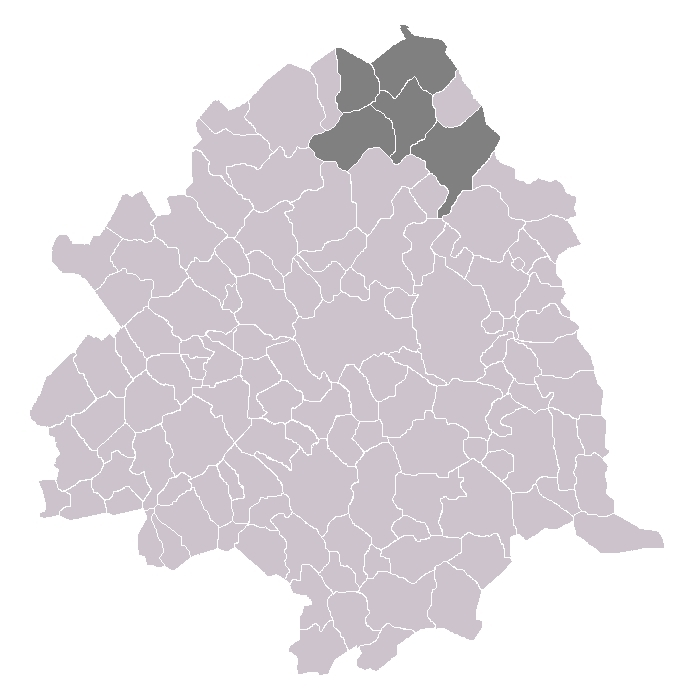
Cantó de Tourcoing-Nord

El cantó de Tourcoing-Nord és una divisió administrativa francesa, situada al departament del Nord i la regió dels Alts de França.

## Composició
El cantó de Tourcoing-Oest aplega les comunes de 
- Bousbecque
- Halluin
- Linselles
- Roncq
- Tourcoing

## Història
| Date d'elecció                        | Identitat   | Partit |
| ------------------------------------- | ----------- | ------ |
| 2004-                                 | Marie Deroo | PS     |
| Les dades anteriors no són conegudes. |             |        |
|                                       |             |        |

## Demografia
| 1962 | 1968 | 1975 | 1982 | 1990 | 1999   | 2006   |
| ---- | ---- | ---- | ---- | ---- | ------ | ------ |
| -    |      |      |      |      | 59.746 | 60.876 |